# Christopher Samba
Veijeany Christopher Samba, född 28 mars 1984 i Créteil, Val-de-Marne, är en fransk-kongolesisk före detta fotbollsspelare.
Han skrev den 24 februari 2012 på för ryska Anzhi Makhachkala. Han skrev den 31 januari 2013 på för engelska Queens Park Rangers.
Samba skrev den 5 juli 2013 återigen på för ryska Anzhi Makhachkala.
Den 20 juli 2017 värvades Samba av Aston Villa, där han skrev på ett ettårskontrakt.